# Gotagodi, Hangal
Gotagodi là một làng thuộc tehsil Hangal, huyện Haveri, bang Karnataka, Ấn Độ.